# Harold Caccia, barone Caccia
Harold Anthony Caccia, barone Caccia (Pachmarhi Cantonment, 21 dicembre 1905 – Builth Wells, 31 ottobre 1990), è stato un diplomatico inglese.

## Biografia
Studiò presso l'Eton College e il Trinity College. Nel 1932 sposò Anne Catherine Barstow, figlia di George Lewis Barstow e Enid Lillian Lawrence.
Caccia entrò nel servizio diplomatico nel 1929 e venne inviato a Pechino, Atene e Londra, dove, nel 1936, divenne assistente segretario privato di Anthony Eden. Tornò ad Atene all'inizio della Seconda Guerra Mondiale, ma poi fece parte del personale di Harold Macmillan.
Caccia è stato ambasciatore in Austria (1951–1954) e ambasciatore negli Stati Uniti (1956–1961). Fu inviato a Washington per porre rimedio ai rapporti gravemente danneggiati durante la crisi di Suez del 1956.
Nel 1961, è diventato sottosegretario di Stato, carica che mantenne fino al 1965. Nello stesso anno venne creato barone Caccia. È stato un giocatore di rugby e di cricket.